# Windpark Zeeland I
Windpark Zeeland I (ook bekend als Vlissingen Buitenhaven) is een windmolenpark met zeven windturbines van 225 kilowatt bij de Buitenhaven in de gemeente Vlissingen in de Nederlandse provincie Zeeland. Het park is in 1997 operationeel geworden.
Het windpark wordt beheerd door E-Connection Beheer Windparken, dat (eind 2023) bekijkt hoe het park te moderniseren is.